# Luise zu Mecklenburg-Schwerin

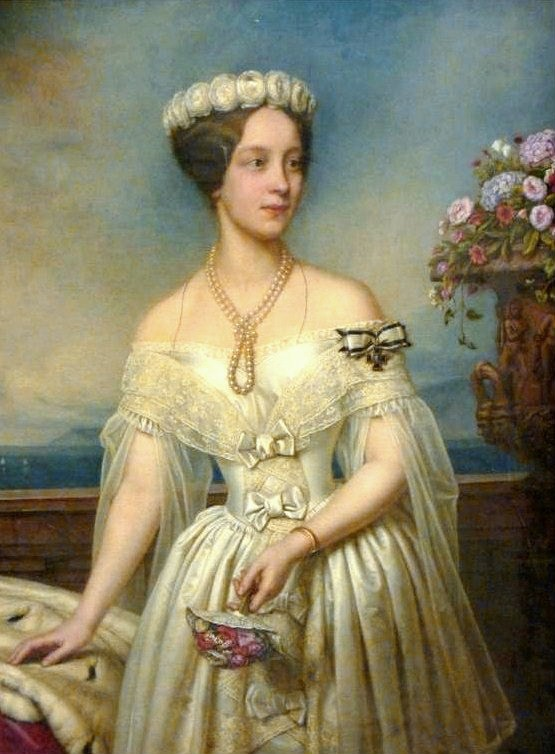
Joseph Karl Stieler: Luise von Mecklenburg-Schwerin. Porträt 1849

Luise, Herzogin zu Mecklenburg-[Schwerin], auch Louise, vollständig Luise Marie Helene (* 17. Mai 1824 in Ludwigslust; † 9. März 1859 in Venedig) war eine Angehörige des großherzoglichen Hauses Mecklenburg(-Schwerin) und durch Heirat Fürstin von Windisch-Graetz.

## Leben
Luise war das zweite Kind und die erste Tochter des Großherzogs Paul Friedrich und dessen Frau Alexandrine von Preußen (1803–1892). Benannt wurde sie nach ihrer Großmutter, der Königin Luise.
Am 20. Oktober 1849 heiratete sie Prinz Hugo Alfred Adolf Philipp von Windisch-Graetz (* 26. Mai 1823; †  26. November 1904), der 1867 seinem Vater Veriand als Fürst und Oberhaupt der jüngeren Linie des Hauses Windisch-Graetz folgte. Das Paar hatte vier Kinder:
1. Alexandrine Marie  (* 29. Aug. 1850; † 12. Juli 1933)
2. Olga Marie Friederike (* 17. März 1853; † 27. Dezember 1934); ⚭ Andrea Graf Mocenigo, verwitwet 26. Juni 1878
3. Hugo Veriand Alfred Alexander Wilhelm (* 17. Nov. 1854; † 15. Mai 1920); ⚭ 16. Mai 1885 mit Christiane Prinzessin von Auersperg (* 26. Februar 1866; † 12. Juli 1962)
4. Marie Gabriele Ernestine Alexandra (* 11. Dezember 1856; † 9. Juli 1929); ⚭ 1881 mit Herzog Paul Friedrich zu Mecklenburg

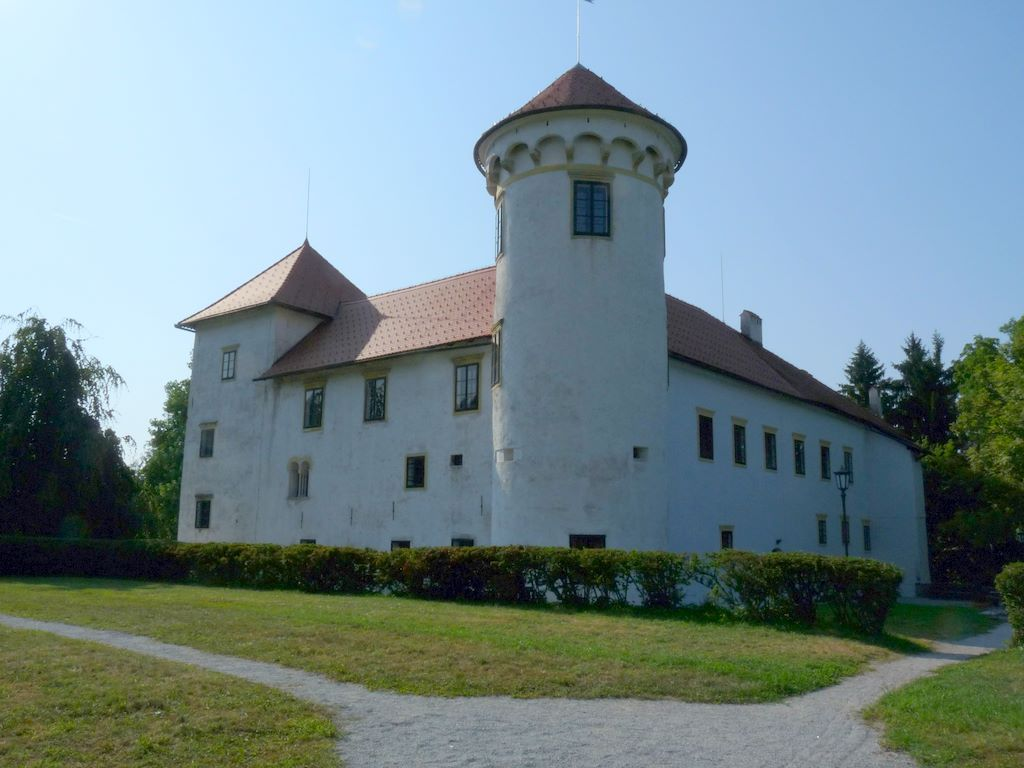
Schloss Wagensberg

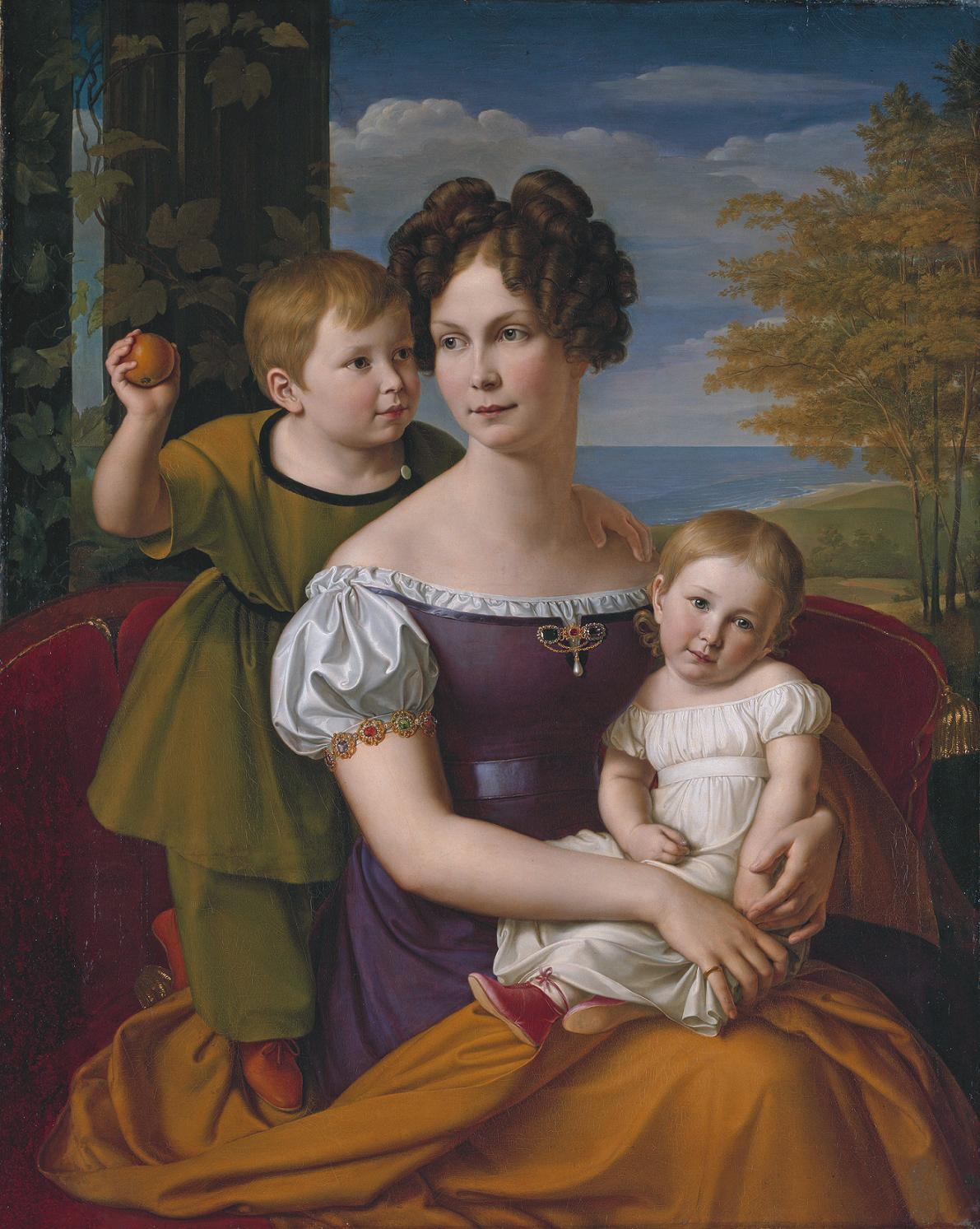
Friedrich Wilhelm Schadow: Luise als Kind mit ihrer Mutter Großherzogin Alexandrine und ihrem Bruder Friedrich Franz. Porträt 1825

Luise starb nach kurzer Krankheit am 9. März 1859 in Venedig. Sie wurde am 21. März mit einer Trauerfeier, die von Ludwig Theodor Elze, dem evangelischen Pfarrer aus Laibach, gehalten wurde, auf Schloss Wagensberg (Slowenisch Bogenšperk, bei Litija) beigesetzt. 
Nach ihrem Tod heiratete ihr Mann in zweiter Ehe am 9. Oktober 1867 Prinzessin Mathilde Radziwill (* 16. Oktober 1836; † 5. Januar 1918), mit der er noch drei weitere Kinder hatte.